# Resistivitat i conductivitat elèctrica
La resistivitat elèctrica (també anomenada resistivitat de volum o resistència elèctrica específica) és una propietat específica fonamental d'un material que mesura la seva resistència elèctrica o la força amb què resisteix el corrent elèctric. Una resistivitat baixa indica un material que permet fàcilment el corrent elèctric. La resistivitat es representa habitualment amb la lletra grega ρ (rho). La unitat SI de la resistivitat elèctrica és l'ohm - metre (Ω⋅m). Per exemple, si un 1 m3, el cub sòlid 1 m3 de material té contactes de fulla en dues cares oposades i la resistència entre aquests contactes és 1 Ω, aleshores la resistivitat del material és 1 Ω⋅m.
La conductivitat elèctrica (o conductància específica ) és el recíproc de la resistivitat elèctrica. Representa la capacitat d'un material per conduir el corrent elèctric. Es significa comunament amb la lletra grega σ(sigma), però κ(kappa) (especialment en enginyeria elèctrica) i γ(gamma) de vegades s'utilitzen. La unitat SI de conductivitat elèctrica és siemens per metre (S/m). La resistivitat i la conductivitat són propietats intensives dels materials, que donen l'oposició d'un cub estàndard de material al corrent. La resistència elèctrica i la conductància són propietats extenses corresponents que donen l'oposició d'un objecte específic al corrent elèctric.

## Definició

### Cas ideal

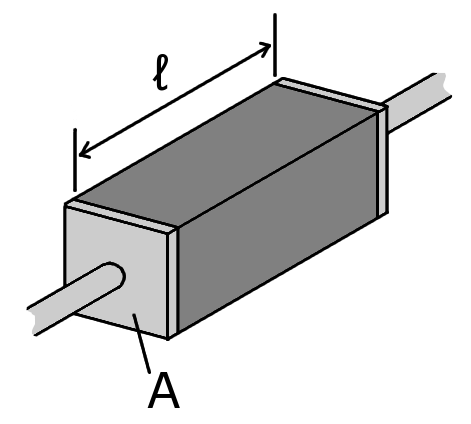
Una peça de material resistiu amb contactes elèctrics als dos extrems

En un cas ideal, la secció transversal i la composició física del material examinat són uniformes a tota la mostra, i el camp elèctric i la densitat de corrent són paral·lels i constants a tot arreu. De fet, moltes resistències i conductors tenen una secció transversal uniforme amb un flux uniforme de corrent elèctric i estan fets d'un sol material, de manera que aquest és un bon model. (Vegeu el diagrama adjacent.) Quan aquest és el cas, la resistència del conductor és directament proporcional a la seva longitud i inversament proporcional a la seva àrea de secció transversal, on la resistivitat elèctrica ρ (en grec: rho) és la constant de proporcionalitat. Això està escrit com:
{\displaystyle R\propto {\frac {\ell }{A}}}{\displaystyle {\begin{aligned}R&=\rho {\frac {\ell }{A}}\\[3pt]{}\Leftrightarrow \rho &=R{\frac {A}{\ell }},\end{aligned}}}on
𝑅 és la resistència elèctrica d'una mostra uniforme del material
ℓ és la longitud de l'exemplar
𝐴 és l'àrea de la secció transversal de la mostra
La resistivitat es pot expressar utilitzant la unitat SI ohm metre (Ω⋅m) — és a dir, ohms multiplicats per metres quadrats (per a l'àrea de la secció transversal) i després dividits per metres (per a la longitud).
Tant la resistència com la resistivitat descriuen com de difícil és fer fluir el corrent elèctric a través d'un material, però a diferència de la resistència, la resistivitat és una propietat intrínseca i no depèn de les propietats geomètriques d'un material. Això significa que tots els cables de coure pur (Cu) (que no han estat sotmesos a distorsió de la seva estructura cristal·lina, etc.), independentment de la seva forma i mida, tenen la mateixa resistivity, però un cable de coure llarg i prim té una resistance molt més gran que un cable de coure gruixut i curt. Cada material té la seva pròpia resistivitat característica. Per exemple, el cautxú té una resistivitat molt més gran que el coure.
En una analogia hidràulica, passar corrent a través d'un material d'alta resistivitat és com empènyer l'aigua a través d'una canonada plena de sorra. - mentre que fer passar corrent a través d'un material de baixa resistivitat és com empènyer l'aigua per una canonada buida. Si les canonades tenen la mateixa mida i forma, la canonada plena de sorra té una major resistència al flux. La resistència, però, no està determinada solely per la presència o absència de sorra. També depèn de la longitud i l'amplada de la canonada: els tubs curts o amples tenen menor resistència que els tubs estrets o llargs.
L'equació anterior es pot transposar per obtenir la llei de Pouillet (anomenada després de Claude Pouillet):
{\displaystyle R=\rho {\frac {\ell }{A}}.} La resistència d'un element donat és proporcional a la longitud, però inversament proporcional a l'àrea de la secció transversal. Per exemple, si A = 1 m2, {\displaystyle \ell } = 1 m (formant un cub amb contactes perfectament conductors en cares oposades), aleshores la resistència d'aquest element en ohms és numèricament igual a la resistivitat del material del qual està fet en Ω⋅m.
La conductivitat, σ, és la inversa de la resistivitat:
{\displaystyle \sigma ={\frac {1}{\rho }}.}La conductivitat té unitats SI de siemens per metre (S/m).

## Conductivitat i portadors de corrent

### Relació entre la densitat de corrent i la velocitat del corrent elèctric
El corrent elèctric és el moviment ordenat de les càrregues elèctriques.

Diagrames d'estructura de bandes per a metall, etc. Inspirat en la Introducció a la física de l'estat sòlid 7a edició de Kittel, capítol 7. Ompliment dels estats electrònics en diversos tipus de materials en equilibri. Aquí, l'alçada és l'energia mentre que l'amplada és la densitat dels estats disponibles per a una determinada energia del material enumerat. L'ombra segueix la distribució Fermi-Dirac (negre: tots els estats plens, blanc: cap estat ple). En metalls i semimetalls, el nivell de Fermi EF es troba dins d'almenys una banda.En aïllants i semiconductors el nivell de Fermi es troba dins d'una banda intercalada; tanmateix, en els semiconductors les bandes estan prou a prop del nivell de Fermi per ser poblades tèrmicament amb electrons o forats. "intri". indica semiconductors intrínsecs.

## Causes de la conductivitat

### Teoria de bandes simplificada
Segons la mecànica quàntica elemental, un electró en un àtom o cristall només pot tenir certs nivells d'energia precisos; les energies entre aquests nivells són impossibles. Quan un gran nombre d'aquests nivells permesos tenen valors d'energia molt espaiats, és a dir, tenen energies que només difereixen minuciosament, aquests nivells d'energia propers en combinació s'anomenen "banda d'energia". Hi pot haver moltes bandes d'energia en un material, depenent del nombre atòmic dels àtoms constituents i la seva distribució dins del cristall.
Els electrons del material busquen minimitzar l'energia total del material instal·lant-se en estats de baixa energia; tanmateix, el principi d'exclusió de Pauli significa que només pot existir un en cada estat. Així, els electrons "omplen" l'estructura de la banda començant des de la part inferior. El nivell d'energia característic fins al qual s'han omplert els electrons s'anomena nivell de Fermi. La posició del nivell de Fermi respecte a l'estructura de la banda és molt important per a la conducció elèctrica: només els electrons en nivells d'energia propers o per sobre del nivell de Fermi són lliures de moure's dins de l'estructura material més àmplia, ja que els electrons poden saltar fàcilment entre els estats parcialment ocupats d'aquesta regió. En canvi, els estats de baixa energia s'omplen completament amb un límit fix en el nombre d'electrons en tot moment, i els estats d'alta energia estan buits d'electrons en tot moment.
El corrent elèctric està format per un flux d'electrons. En els metalls hi ha molts nivells d'energia d'electrons prop del nivell de Fermi, de manera que hi ha molts electrons disponibles per moure's. Això és el que provoca l'alta conductivitat electrònica dels metalls.
Una part important de la teoria de bandes és que hi pot haver bandes d'energia prohibides: intervals d'energia que no contenen nivells d'energia. En aïllants i semiconductors, el nombre d'electrons és la quantitat adequada per omplir un cert nombre enter de bandes de baixa energia, exactament fins al límit. En aquest cas, el nivell de Fermi es troba dins d'un interval de banda. Com que no hi ha estats disponibles a prop del nivell de Fermi i els electrons no es poden moure lliurement, la conductivitat electrònica és molt baixa.

### En metalls
Un metall està format per una xarxa d'àtoms, cadascun amb una capa exterior d'electrons que es dissocien lliurement dels seus àtoms progenitors i viatgen a través de la xarxa. Això també es coneix com a xarxa iònica positiva. Aquest "mar" d'electrons dissociables permet que el metall condueixi el corrent elèctric. Quan s'aplica una diferència de potencial elèctric (un voltatge) al metall, el camp elèctric resultant fa que els electrons es desplacen cap al terminal positiu. La velocitat real de deriva dels electrons és típicament petita, de l'ordre de magnitud de metres per hora. Tanmateix, a causa del gran nombre d'electrons en moviment, fins i tot una velocitat de deriva lenta dóna lloc a una gran densitat de corrent. El mecanisme és similar a la transferència d'impuls de boles en un bressol de Newton, però la ràpida propagació d'una energia elèctrica al llarg d'un cable no es deu a les forces mecàniques, sinó a la propagació d'un camp electromagnètic que porta energia guiat pel cable.
La majoria dels metalls tenen resistència elèctrica. En models més simples (models no mecànics quàntics) això es pot explicar substituint els electrons i la xarxa cristal·lina per una estructura ondulada. Quan l'ona electrònica viatja a través de la xarxa, les ones interfereixen, la qual cosa provoca resistència. Com més regular és la gelosia, menys pertorbacions es produeixen i, per tant, menys resistència. Per tant, la quantitat de resistència és causada principalment per dos factors. En primer lloc, és causat per la temperatura i, per tant, per la quantitat de vibració de la xarxa cristal·lina. Les temperatures més altes provoquen vibracions més grans, que actuen com a irregularitats a la xarxa. En segon lloc, la puresa del metall és rellevant, ja que una barreja de diferents ions també és una irregularitat. La petita disminució de la conductivitat en la fusió de metalls purs es deu a la pèrdua d'ordre cristal·lí de llarg abast. L'ordre de curt abast es manté i la forta correlació entre les posicions dels ions dóna lloc a la coherència entre les ones difractades pels ions adjacents.

### En semiconductors i aïllants
En els metalls, el nivell de Fermi es troba a la banda de conducció (vegeu Teoria de bandes, més amunt) donant lloc a electrons de conducció lliure. Tanmateix, en els semiconductors la posició del nivell de Fermi es troba dins de la banda buida, aproximadament a mig camí entre el mínim de la banda de conducció (la part inferior de la primera banda dels nivells d'energia d'electrons no omplerts) i la banda de valència màxima (la part superior de la banda per sota de la banda de conducció, dels nivells d'energia d'electrons plens). Això s'aplica als semiconductors intrínsecs (no dopats). Això vol dir que a la temperatura zero absolut, no hi hauria electrons de conducció lliure i la resistència és infinita. Tanmateix, la resistència disminueix a mesura que augmenta la densitat del portador de càrrega (és a dir, sense introduir més complicacions, la densitat d'electrons) a la banda de conducció. En els semiconductors extrínsecs (dopats), els àtoms dopants augmenten la concentració majoritària de portadors de càrrega donant electrons a la banda de conducció o produint forats a la banda de valència. (Un "forat" és una posició on falta un electró; aquests forats poden comportar-se de manera similar als electrons.) Per als dos tipus d'àtoms donants o acceptors, l'augment de la densitat del dopant redueix la resistència. Per tant, els semiconductors altament dopats es comporten metàl·licament. A temperatures molt elevades, la contribució dels portadors generats tèrmicament domina sobre la contribució dels àtoms dopants, i la resistència disminueix exponencialment amb la temperatura.

### En líquids iònics/electròlits
En els electròlits, la conducció elèctrica no passa per electrons o forats de banda, sinó per espècies atòmiques completes (ions) que viatgen, cadascuna amb una càrrega elèctrica. La resistivitat de les solucions iòniques (electròlits) varia enormement amb la concentració; mentre que l'aigua destil·lada és gairebé un aïllant, l'aigua salada és un conductor elèctric raonable. La conducció en líquids iònics també està controlada pel moviment dels ions, però aquí estem parlant de sals foses més que d'ions solvatats. A les membranes biològiques, els corrents són transportats per sals iòniques. Els petits forats de les membranes cel·lulars, anomenats canals iònics, són selectius per a ions específics i determinen la resistència de la membrana.

### Superconductivitat

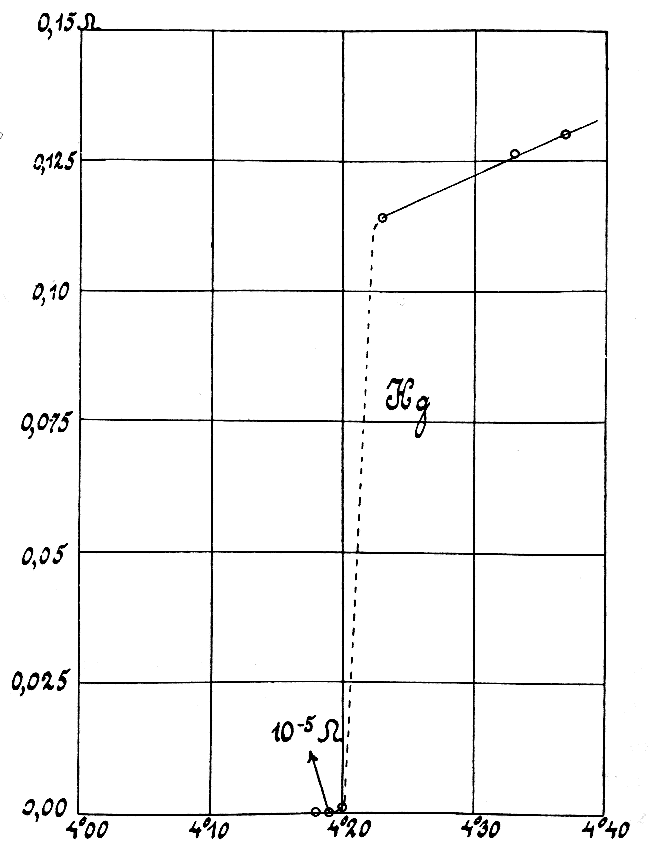
Dades originals de l'experiment de 1911 de Heike Kamerlingh Onnes que mostren la resistència d'un fil de mercuri en funció de la temperatura. La caiguda brusca de la resistència és la transició superconductora.

La resistivitat elèctrica d'un conductor metàl·lic disminueix gradualment a mesura que baixa la temperatura. En conductors normals (és a dir, no superconductors), com ara el coure o la plata, aquesta disminució està limitada per impureses i altres defectes. Fins i tot prop del zero absolut, una mostra real d'un conductor normal mostra certa resistència. En un superconductor, la resistència cau bruscament a zero quan el material es refreda per sota de la seva temperatura crítica. En un conductor normal, el corrent és impulsat per un gradient de tensió, mentre que en un superconductor, no hi ha gradient de tensió i el corrent està relacionat amb el gradient de fase del paràmetre d'ordre superconductor. Una conseqüència d'això és que un corrent elèctric que flueix en un bucle de cable superconductor pot persistir indefinidament sense font d'energia.

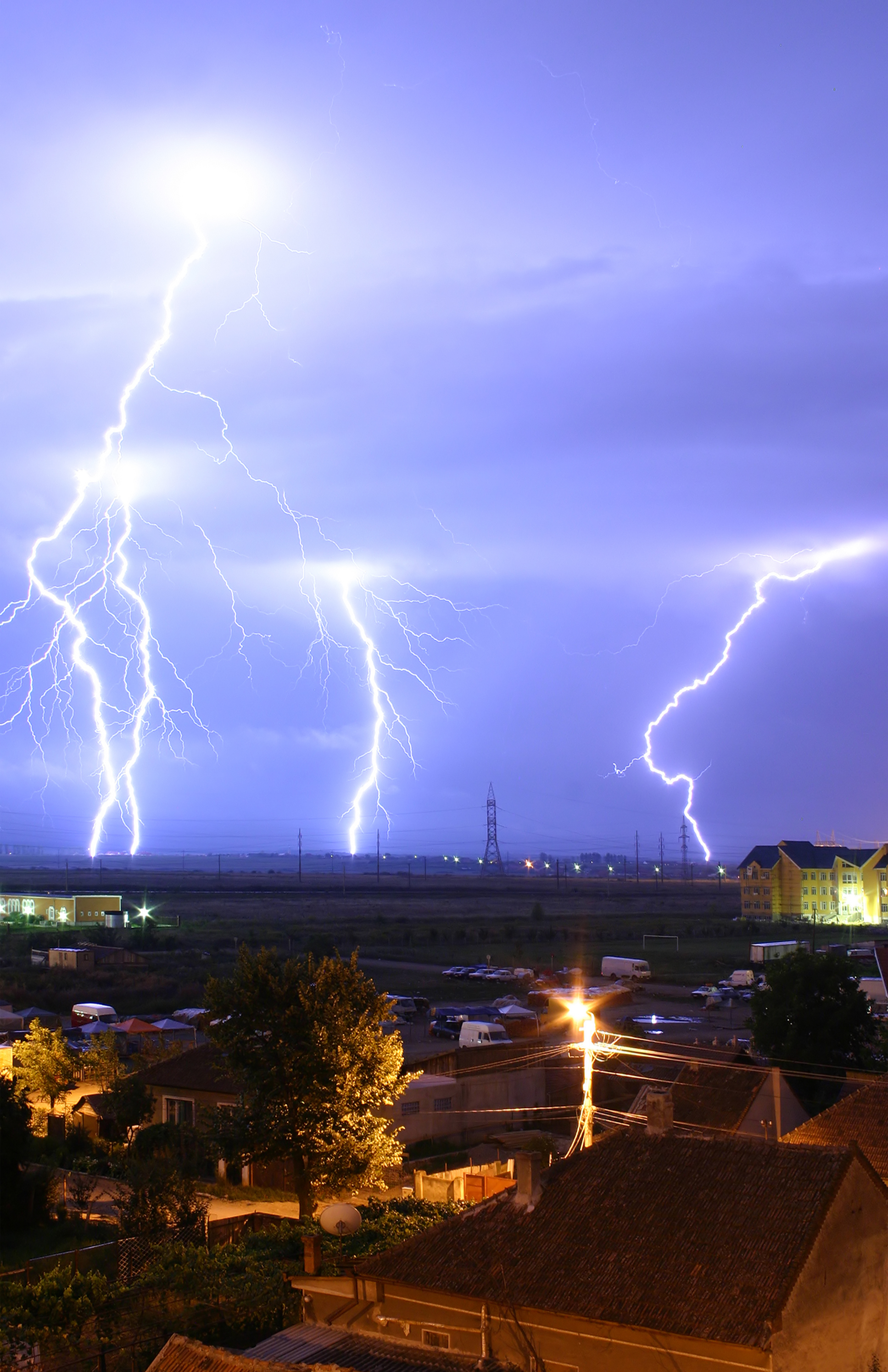
Els llamps són un exemple de plasma present a la superfície de la Terra. Normalment, els llamps descarreguen 30.000 amperes a 100 milions de volts i emeten llum, ones de ràdio i raigs X. Les temperatures del plasma dels llamps podrien apropar-se als 30.000 kelvin (29.727 °C) (53.540 °F), i les densitats d'electrons poden superar els 10 ^{24} m ^{−3}.

### Plasma
Els plasmes són molt bons conductors i els potencials elèctrics tenen un paper important.
El potencial tal com existeix de mitjana a l'espai entre partícules carregades, independentment de la qüestió de com es pot mesurar, s'anomena potencial de plasma o potencial espacial. Si s'insereix un elèctrode en un plasma, el seu potencial generalment es troba considerablement per sota del potencial del plasma, a causa del que s'anomena beina de Debye. La bona conductivitat elèctrica dels plasmes fa que els seus camps elèctrics siguin molt petits. Això dóna lloc a l'important concepte de quasineutralitat, que diu que la densitat de les càrregues negatives és aproximadament igual a la densitat de les càrregues positives sobre grans volums de plasma ( ne = ⟨Z⟩ > ni ), però a l'escala de la longitud de Debye hi pot haver un desequilibri de càrrega. En el cas especial que es formen capes dobles, la separació de càrrega pot estendre's unes desenes de longituds de Debye.